# موتور حاج عبدالواحد ریگی
موتور حاج عبدالواحد ریگی یا فیض آباد روستایی در دهستان حومه بخش مرکزی شهرستان میرجاوه استان سیستان و بلوچستان ایران است.

## جمعیت
بر پایه سرشماری عمومی نفوس و مسکن در سال ۱۳۹۵ جمعیت این مکان ۱۴ نفر (۴ خانوار) بوده‌است.